# قطعنامه ۶۹۲ شورای امنیت
قطعنامه ۶۹۲ شورای امنیت سازمان ملل متحد که در تاریخ ۲۰ مه ۱۹۹۱ تصویب شد، سندی بین‌المللی دربارهٔ عراق-کویت است. این قطعنامه طی نشست ۲۹۸۷ام با ۱۴ رای موافق، ۰ مخالف و ۱ ممتنع تصویب شد.